# ریچارد نورتون
ریچارد نورتون (انگلیسی: Richard Norton؛ زادهٔ ۶ ژانویهٔ ۱۹۵۰) رزمی‌کار، بازیگر، تهیه‌کننده فیلم، بدل‌کار، طراح صحنه‌های مبارزه و مربی هنرهای رزمی اهل استرالیا و یکی از شاگردانِ «بنی ارکیدز» است..
از فیلم‌ها یا برنامه‌های تلویزیونی که وی در آن نقش داشته است، می‌توان به شکارچی شهر، چاینا او برایان، سلام جوگر و مکس دیوانه: جاده خشم اشاره کرد.